# Хромотерапія

Концептуалізація чакр індійської культури тіла та їхнього розташування в людському тілі епохи нью-ейдж

Хромотерапія (англ. chromotherapy), кольоротерапія або кольорологія — альтернативна медицина, що вважається псевдонаукою і шарлатанством. Хромотерапевти стверджують, що можуть використовувати світло у вигляді кольору, щоб збалансувати «енергію», якої бракує тілу людини на фізичному, емоційному, духовному чи ментальному рівнях. Наприклад, вони стверджували, що освітлення людини кольоровим світлом може вилікувати запор. Історично хромотерапія асоціюється з містицизмом та окультизмом.
Кольоротерапія не пов'язана з фотомедициною, такою як світлолікування і терапія опроміненням крові, які є науково визнаними методами лікування ряду захворювань, у тому числі не пов'язана з фотобіологією, яка є науковим дослідженням впливу світла на живі організми.

## Історичні витоки
Авіценна (980—1037), вважаючи колір життєво важливим як у діагностиці, так і в лікуванні, обговорював хромотерапію в «Каноні лікарської науки». Він написав, що «колір — це помітний симптом хвороби», а також розробив схему, яка пов'язала колір із температурою та фізичним станом тіла. На його думку, червоний колір рухав кров, синій або білий охолоджував її, а жовтий зменшував м'язовий біль і запалення.
Сама по собі наука кольоротерапія бере початок з англійських учених Дауна і Блунта (1877) лікувальних властивостей ультрафіолетових променів.
Важливим кроком в розвитку науки стали праці американських вчених Едвіна Баббіта і Плізантона, в яких описана лікувальна дія кожного спектру кольору.
Це один з найдавніших методів лікування, який застосовувався багатьма стародавніми культурами для лікування різних недуг, або полегшення їхніх симптомів.
В середні віки в храмах використовувались великі вітражні вікна, через які потрапляли різноколірні «цілющі» промені.
Серед учених, які зробили свій внесок у вивчення і розуміння суті світла і кольору, Гіппократ, Абу Алі ібн Сіна (Авіценна), Леонардо да Вінчі, Ісаак Ньютон, М. В. Ломоносов, О. І. Реріх, В. М. Бехтерєв, Е. Герінг, Г. Гельмгольц, Р. Штайнер та ін. При цьому, найбільш значний внесок у формування кольоротерапії як методу лікування внесли такі дослідники: Й. В. Гете, Н. Р. Финсен, Ф. А. Попп, М. Люшер, П. Мандель, Ф. Паньямента. Так, велика заслуга Йоганна Вольфганга фон Гете і важлива суть його вчення про колір — вплив різних кольорів на психіку людини та опис основних колірних психотипів.
Хромотерапія вважають псевдонаукою оскільки практики стверджують, що вплив певних відтінків світла може допомогти людям почуватися краще фізично чи психічно, однак це не підтверджено експериментальними, рецензованими дослідженнями.

## Вплив кольору на стан людини
З усіх людських органів чуття найбільш виражений — зір. Майже 83 % інформації оброблюваної мозком припадає саме на нього, тоді як на слух лише 11 %.
Око працює по принципу механічної камери, при цьому зоровий нерв проводить об'єктивну картину навколишнього середовища в формі електричних імпульсів до зорового центру ; саме ж бачення обігрується в мозку. Клітини сітківки можуть розпізнавати тільки три основні кольори: червоний, зелений і фіолетово-синій. Виходячи з обставин, різні змішані імпульси надходять у мозок, тобто відчуття і сприйняття кольору відбувається саме там.
- Червоний колір — має розігріваючу, оживляючу дію, зміцнює серце і систему кровообігу, активізує роботу печінки і підтримує утворення червоних кров'яних тілець.
- Оранжевий колір — будить радість життя і веселість, допомагає при депресіях, апатії і втраті апетиту. Цей колір благотворно впливає на залози і легені.
- Жовтий колір — покращує настрій і позитивно впливає на нервову систему і внутрішні органи., заспокоює селезінку, активізує лімфосистему, допомагає при проблемах з печінкою.
- Зелений колір — надає сильний антистресовий ефект, оскільки заспокоює нерви, усуває стани крайньої втоми, відновлює рівновагу між печінкою і селезінкою, регенерує м'язи та сполучну тканину.
- Синій колір — зменшує запалення і допомагає при порушеннях сну, а також при головних болях, синій колір остуджує, тому корисний при опіках і підвищеній температурі.
- Фіолетові тони сприяють кращій концентрації уваги, помітно знімають психічну напругу, стимулюють діяльність селезінки, розслаблюють, знімають біль, підтримують лімфосистему[7][8].